# Abadía de Daugavgrīva
La Abadía de Daugavgrīva (en letón: Daugavgrīvas klosteris; en latín: Mons S. Nicolai) fue un monasterio cisterciense en Daugavgriva (en alemán: Dünamünde) en Letonia, a unos 12 kilómetros de Riga, de la cual Daugavgriva ha formado un distrito desde 1959. El sitio fue rediseñado desde el 1305 como el Castillo Daugavgriva.
La abadía fue fundada en 1205 por Alberto de Buxhoeveden, obispo de Riga, en la margen derecha del río Daugava, y se establecieron los monjes de la abadía de Pforta, de la filiación de Morimond. El primer abad, Theoderich de Treyden, también conocido como Teodorico de Estland, ya había participado activamente en la misión de Livonia. El segundo abad, en el 1210, fue Bernard II de Lippe.